# Калифорниэн
«Калифо́рниэн» (англ. SS Californian) — пассажирский пароход компании «Лейланд Лайн», построенный в 1901 году. В ночь с 14 на 15 апреля 1912 года судно находилось в непосредственной близости от места гибели лайнера «Титаник». Капитан «Калифорниэна», Стенли Лорд, был обвинён в бездействии.

## Создание
«Калифорниэн», принадлежавший компании «Лейланд Лайн», был построен на верфи «Caledon Shipbuilding & Engineering Company» в Данди, Шотландия. Водоизмещение корабля составляло 6223 тонны, длина — 136 метров, ширина — 16 метров, предельная скорость — 12 узлов (22,2 км/ч). Корабль был оснащён паровыми двигателями тройного расширения. «Калифорниэн», в первую очередь предназначенный для перевозки хлопка, брал на борт 47 пассажиров и 55 членов экипажа.
Судно было спущено на воду 26 ноября 1901 года, а ходовые испытания были завершены 23 января 1902 года. С 31 января по 3 марта 1902 года «Калифорниэн» совершил свой первый рейс из Данди, Шотландия в Новый Орлеан, Луизиана, США.

## История

### Роль вкатастрофе «Титаника»

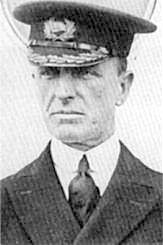
Капитан Стенли Лорд

Капитан Стенли Лорд командовал «Калифорниэном» с 1911 года. С 5 апреля 1912 года судно плыло из Лондона в Бостон, Массачусетс. Пассажиров на борту не было.
В воскресенье 14 апреля в 19:00 радист «Калифорниэна» Сирил Эванс сообщил о трёх больших айсбергах в 24 км к северу от курса пассажирского парохода «Титаник» компании «Уайт Стар Лайн». Радист «Титаника» Гарольд Брайд доставил перехваченное сообщение на мостик. В 22:20 «Калифорниэн», повернув на юг к Большой Ньюфаундлендской банке, попал в ледяное поле. Капитан Лорд приказал повернуть направо, но судно фактически вошло в край ледяной области. В конечном счёте корабль остановился в северо-восточном направлении. Лорд решил остановить судно и подождать до утра. Перед тем, как покинуть мостик, он увидел вдалеке огни судна, но Лорд был уверен, что это восходящая звезда. Поговорив с инженерами, капитан пришёл к Эвансу узнать о кораблях, находящихся поблизости. Эванс ответил: «Только „Титаник“». Лорд поручил радисту сообщить «Титанику», что «Калифорниэн» окружён льдами.
На палубе третий офицер Гровс заметил в 10 км огни ярко освещённого судна. Через пятнадцать минут он спустился сообщить об этом Лорду. Попытки связаться с таинственным кораблём через лампы Морзе не увенчались успехом.
Второй радист «Титаника» Джек Филлипс был занят передачей сообщений на мыс Рейс, Ньюфаундленд, когда Эванс послал ему радиограмму, что они остановлены льдами. Из-за близости двух кораблей Филлипс не мог передавать сигнал на мыс. Тогда раздражённый радист «Титаника» оборвал Эванса: «Заткнись, я работаю с мысом Рейс». В 23:30 Эванс отключил питание радио и лёг спать.
Через 10 минут «Титаник» столкнулся с айсбергом. Спустя ещё 10 минут наблюдатели «Калифорниэна» заметили неизвестное судно, а 25 минут спустя «Титаник» отправил первый сигнал бедствия.
Вскоре после полуночи второй офицер «Калифорниэна» Герберт Стоун попытался сигнализировать неизвестному судну. В 00:45 15 апреля он заметил белые вспышки, идущие от неизвестного парохода. Сначала Стоун подумал, что это метеор, но далее появилось ещё пять вспышек. В 01:15 он сообщил капитану Лорду о ракетах. На вопрос об их количестве Стоун ответил, что не знает. Лорд приказал сигналить судну лампой Морзе, но радио не включать.
Во время британского расследования Стоун и его помощник Гибсон показали, что видели корабль, пускавший ракеты, и что его огни находились в странном положении над водой. Но они не могли подумать, что с судном случилось что-то серьёзное.
В 02:00 Гибсон сообщил Лорду ещё о восьми белых ракетах. Капитан спросил его, уверен ли он в цвете ракет, на что Гибсон ответил утвердительно. В 02:20 «Титаник» затонул. В 03:30 Стоун и Гибсон заметили ракеты приближающегося с юга судна, а в 04:16 старший помощник Джордж Стюарт увидел плывущий с юга четырёхмачтовый пароход с одной трубой, которым позже оказалась «Карпатия».
В 04:30 Лорд проснулся и попросил Эванса узнать о таинственном корабле. Радист выяснил, что им оказался затонувший в течение ночи «Титаник». Лорд приказал «Калифорниэну» двигаться вперёд. Выйдя из ледового поля, судно направилось на место крушения, чтобы подобрать выживших. Но они нашли только обломки и пустые спасательные шлюпки. 19 апреля 1912 года корабль прибыл в Бостон.

### Первая мировая война
9 ноября 1915 года «Калифорниэн» был торпедирован немецкой субмариной в 98 км от Матапана, Греция. В результате крушения погиб один человек. Обломки судна найдены не были.